# Momoka Ariyasu
Momoka Ariyasu (有安 杏果?, Ariyasu Momoka; Saitama o Tokyo, 15 marzo 1995) è una cantante ed ex idol giapponese.
Presente nel mondo dello spettacolo fin dall'infanzia, dal 2009 al 2018 ha fatto parte del gruppo musicale Momoiro Clover Z. Da solista ha pubblicato l'album Kokoro no oto nel 2017.

## Biografia
Presente nel mondo dello spettacolo fin dall'infanzia con diverse apparizioni in programmi televisivi e spot pubblicitari, Momoka Ariyasu entrò a far parte delle Momoiro Clover nel luglio 2009, periodo in cui il gruppo era in procinto di pubblicare il proprio singolo di debutto, Momoiro punch. Precedentemente Ariyasu aveva già fatto parte dei gruppi junior idol Sisters Rabbits e Power Age, quest'ultimo creato dalla stessa Stardust Promotion, agenzia rappresentante anche le Momoiro Clover. Intorno al 2004 aveva altresì fatto parte della EXPG, una scuola di danza e recitazione per bambini patrocinata dal gruppo musicale Exile.
A inizio 2013 fu costretta a sottoporsi a un trattamento alla gola che ne limitò le attività con le Momoiro Clover Z fino a febbraio, obbligando le altre componenti a eseguire le sue parti cantante durante le esibizioni dal vivo. Nel 2014 venne annunciata la formazione di una sub-unit costituita dalle migliori cantanti dei gruppi rappresentati dalla Stardust: Hinata Kashiwagi delle Shiritsu Ebisu Chūgaku, Chiyuri Itō delle Team Syachihoko e la stessa Ariyasu. Il trio, chiamato Tenkatsu Trio, debuttò all'ultimo concerto delle 3B Junior tenutosi il 4 gennaio 2014 al Green Dome Maebashi.
Nel luglio 2016 tenne il suo primo concerto da solista alla Yokohama Arena, seguito dall'uscita nel 2017 del suo primo solo album intitolato Kokoro no oto. Il 15 gennaio 2018 annunciò la volontà di abbandonare le Momoiro Clover Z e il mondo dello spettacolo per dedicarsi a una vita normale; il suo ultimo concerto con il gruppo si tenne il 21 gennaio al Makuhari Messe di Chiba.

## Discografia

### Da solista
- 2017 - Kokoro no oto

### Con le Momoiro Clover Z
- 2011 - Battle and Romance
- 2013 - 5th Dimension
- 2016 - Amaranthus
- 2016 - Hakkin no yoake

## Filmografia

### Film
- Gin no angel (銀のエンゼル?, Gin no enzeru), regia di Takayuki Suzui (2004)[12]
- Shirome (シロメ?), regia di Kōji Shiraishi (2010)[13]
- Shimin Police 69 (市民ポリス69?, Shimin Porisu 69), regia di Ryūichi Honda (2011)[14]
- Momodora (ももドラ momo+dra?) - film collettivo di 5 episodi distribuito via web, regia di Atsunori Sasaki (2011)[15]
- Ninifuni - cortometraggio direct-to-video, regia di Tetsuya Mariko (2012)[16][17]
- Maku ga agaru (幕が上がる?), regia di Katsuyuki Motohiro (2015)[18]

### Serie televisive
- French Potato Cup (フレンチポテトカップ?, Furenchi poteto kappu) (Yomiuri TV, 1999)
- Shijō no koi: Ai wa umi o koete (至上の恋〜愛は海を越えて〜?) (NHK, 2001)
- Special toki no nagisa (スペシャル 時の渚?, Supesharu toki no nagisa) (TV Asahi, 2001)
- Pet sitter Sawaguchi Hanako no jikenbo (ペットシッター沢口華子の事件簿?, Pettoshittā Sawaguchi Hanako no jikenbo) (TBS, 2001)
- Oyaji (親父?) (NTV, 2001)
- Saranheyo ai no gekijō no ai no uta "Kenbo Haseyo: Shiawase ni nare yo" (サランヘヨ愛の劇場の愛の唄「ケンボハセヨ〜幸せになれよ〜」?) (Fuji TV, 2002)
- Hagure keiji junjō wa (はぐれ刑事純情派?), episodio 15x25 (TV Asahi, 2002)
- Kindaichi shōnen no jikenbo SP (金田一少年の事件簿SP?) (NTV, 2005)
- Okusama wa keishi sōkan (奥様は警視総監?) (Fuji TV, 2006)
- Gakincho: Return Kids (がきんちょ〜リターン・キッズ〜?, Gakincho: Ritān kizzu) (MBS TV, 2006)

## Televisione
- Ronbū dragon (ロンブー龍?) (NTV, 2001)
- Ponkikkids 21 (ポンキッキーズ21?) (Fuji TV, 2004–2005, con le Sisters Rabbits)
- Hanamaru market (はなまるマーケット?, Hanmaru māketto) (TBS, 8 agosto 2006, ospite)
- Sukkiri!! (スッキリ!!?) (NTV, 2 agosto 2007, ospite come studentessa della EXPG)
- Mecha mecha iketeru! Ii imi Yabaissu Okazairu special (めちゃ×2イケてるッ! いい意味でヤバイっす オカザイルスペシャル?) (Fuji TV, 6 ottobre 2007, come ballerina di supporto degli Exile)
- Tama new town (玉ニュータウン?, Tama nyūtaun) (TVS, 16 dicembre 2011)
- Mezamashi TV (めざましテレビ?, Mezamashi terebi) (Fuji TV, 21 giugno 2013, ospite)
- Wrestle Kingdom 10 in Tokyo Dome (SKY PerfecTV!, 4 gennaio 2016, ospite)[19]

## Videografia
- Asuka Hayashi - Chiisaki mono (2003)
- SMAP - Tomodachi e (Say What You Will) (2005)
- Exile - Choo Choo Train (2008)
- Exile - The Galaxy Express 999 (2008)